# Crest-Voland Cohennoz
Crest-Voland Cohennoz est une station de sports d'hiver du Val d'Arly, située sur les communes de Crest-Voland et de Cohennoz dans le département de la Savoie, en région Auvergne-Rhône-Alpes. Elle fait partie du domaine skiable Espace Diamant.

## Géographie

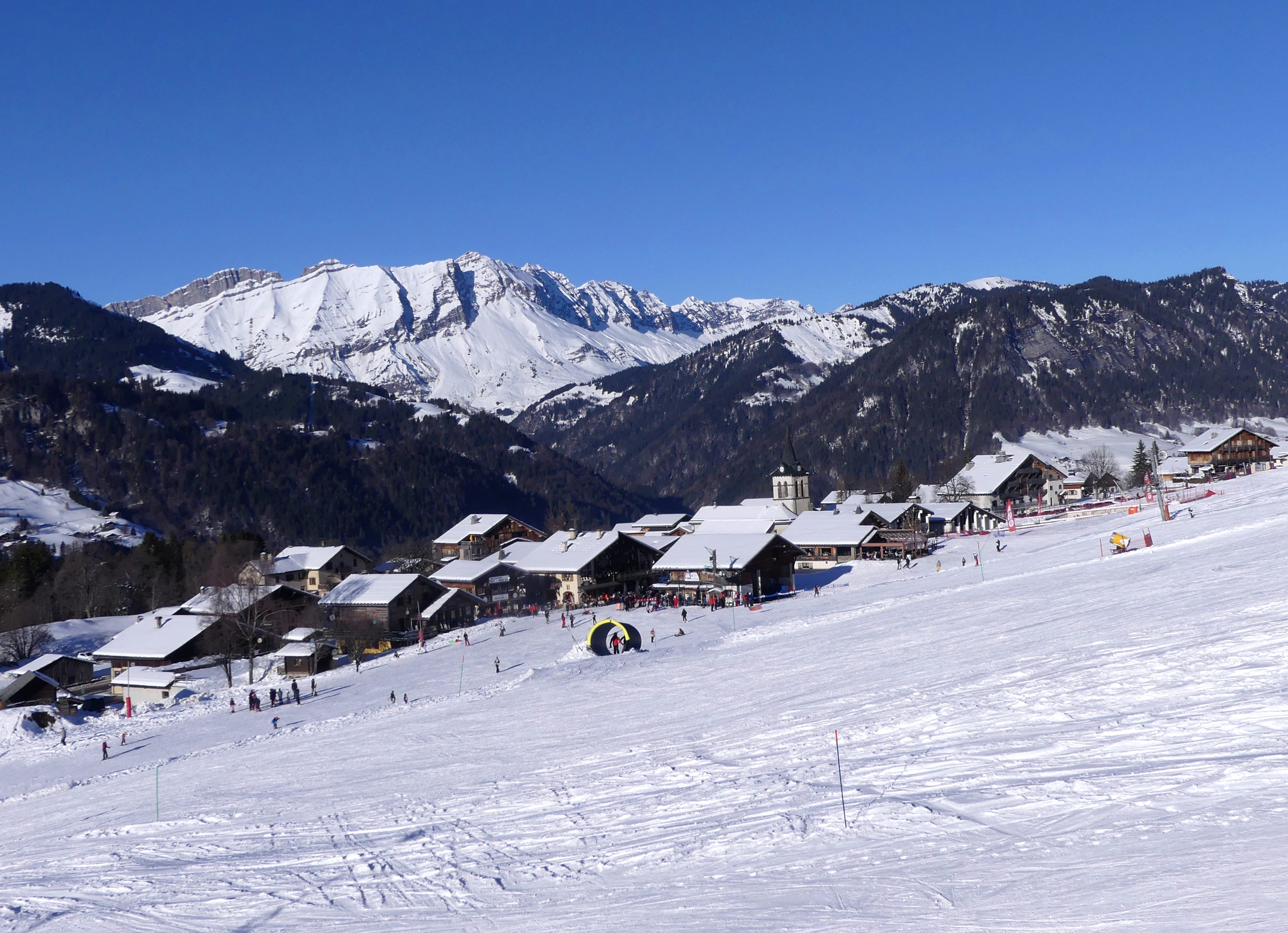
Village en hiver.

### Accès à la station
par la route
- A40, sortie Sallanches, direction Megève et Notre-Dame-de-Bellecombe (25 km)
- A43, puis Autoroute A430 (France) sortie Albertville direction Ugine, par la route départementale 1212, par les gorges de l'Arly (25 km)

par le train
- Gare d'Albertville, puis correspondance par autocars Ligne A3 Albertville - Crest-Voland Le Cernix (21 km)

par avion
- Aéroport de Chambéry-Savoie (80 km)
- Aéroport international de Genève (70 km)
- Aéroport de Lyon-Saint-Exupéry (150 km)

## Nom de la station
La station porte le nom des deux communes sur lequel ont été aménagés les stations-villages et le domaine, Crest-Voland et Cohennoz.

## Historique de la station

### Prémices du développement
En 1932, le président de l'association sportive « Les perce-neige » d'Albertville, Monsieur Benoist, désire louer le chalet d'alpage « La Chast » pour la pratique du ski.
En 1942, une piste de 800 m de long et de 3 m de large est aménagée près du chalet à la demande de la Fédération française des clubs alpins et de montagne (CAF).

### Naissance d'une station
En 1950, création de la Société anonyme pour l’équipement touristique et sportif de la région de Crest-Voland (SAPERC), une société locale de 110 actionnaires. Le 25 février 1951, inauguration du premier téléski. Le téléski du Lachat, long de 1400 m entre le chef-lieu et le Mont-Lachat. Pour 50 francs le ticket, 400 skieurs à l'heure pouvaient monter en 8 minutes au sommet. Un second téléski identique est construit en 1970. Ces deux appareils seront remplacés par un télésiège en 1999. En 1952, création de l'École du ski français, François Dumoulin, enfant du pays et du syndicat d'initiative. En 1953, aménagement d'un second téléski, les Tovats.
Lors de la saison 1958-59, première classe de neige.
En 1964, les communes de Crest-Voland et Cohennoz participent à la création de la station des Saisies.
Dans les années 1970, projet de développement touristique hivernal de la commune de Cohennoz qui voit le jour en 1979 par la création de deux téléskis, le Darbelot et la Tour du pin, sur les pentes du hameau du Cernix. En 1972, les es inaugurations de la route des mottets (la RD71a) et du nouveau pont du diable sur la RD71b (entre Notre Dame de Bellecombe et Crest-Voland) désenclavent énormément la station. En 1976, aménagement d'un télésiège 2 places non-débrayable dit de la Logère, remplacé en 1986 par un appareil 4 places débrayable.
| Projets non réalisés (raison financière) | - Entre 1956 et 1970, un téléphérique entre Saint-Nicolas-la-Chapelle et Crest-Voland - 1973 un télésiège entre Notre-Dame-de-Bellecombe et les Molliette à crest-Voland |

### La fusion des domaines

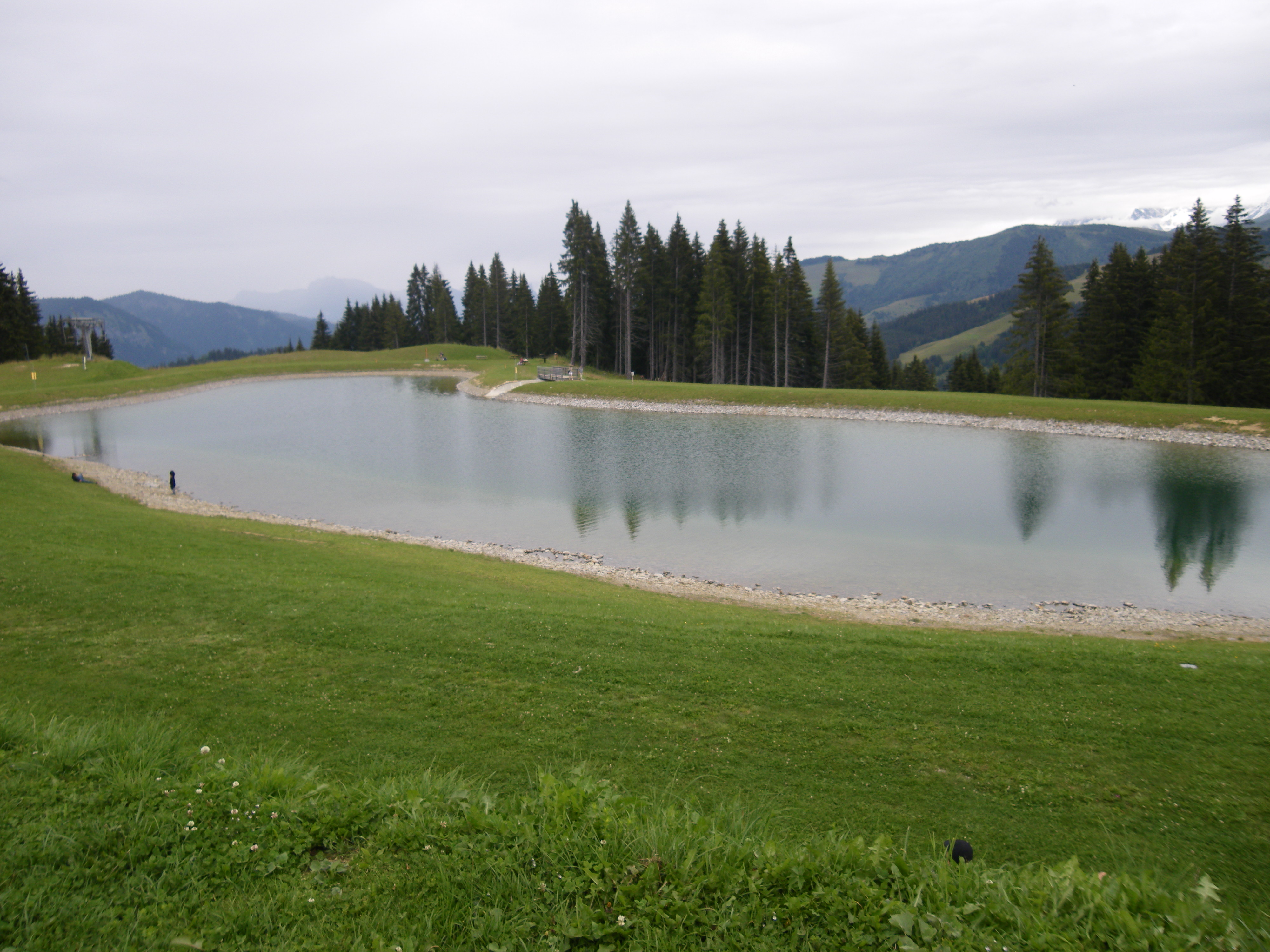
La retenue collinaire du Lachat en été

En 1984, création de l'Espace Cristal, un grand domaine skiable permis grâce à la liaison entre les stations de Crest-Voland-Cohennoz et Les Saisies. Celui-ci est possible grâce à la construction de 3 téléskis, le Grand bois, les Bâches et le Nant Rouge, remplacés en 2014 par un télésiège à double embarquement.
Au cours des années 1990, après une réorganisation communale de l’exploitation des domaines skiables (faisant suite à la loi montagne de 1985), la SAPERC cesse ces activité et la commune confie alors la gestion à la S.A La Métairie.
En 2001, reprise de 95 % des parts de la S.A. La Métairie par le groupe Labellemontagne et création de la première retenue collinaire du Cernix de 5 500 m3 pour la neige de culture.
En 2005, mise en place du super-domaine skiable de l'Espace Diamant.
En 2006, création de la retenue collinaire du Lachat d'un volume de 26 000 m3.

## La station

### Promotion
La promotion de la commune et de la station est réalisée par l'Office de Tourisme Intercommunal du Val d'Arly (dont la promotion sur Internent se fait sous la marque « Val d'Arly Mont Blanc »), créé en 2011, une structure de la communauté de communes du Val d'Arly. L'organisme touristique gère ainsi les trois autres stations de  Flumet - Saint-Nicolas-la-Chapelle, La Giettaz-en-Aravis et Notre-Dame-de-Bellecombe.
La station a obtenu plusieurs labels comme « Station grand domaine » ; « Montagne douce » ; « Village de charme » et « famille plus ».

### Hôtellerie et restauration

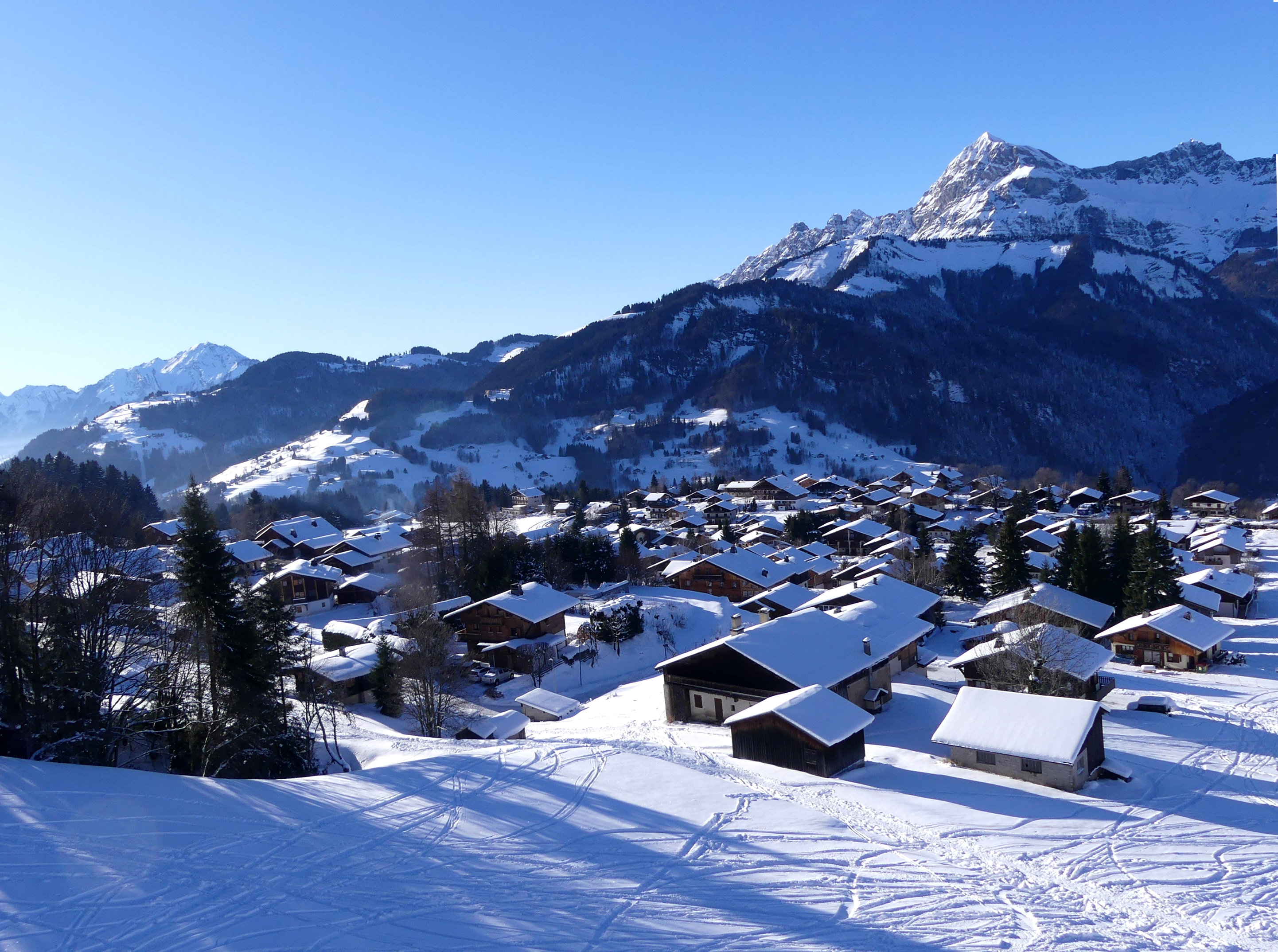
Chalets à Crest-Voland.

En 2014, la capacité d'accueil de la station, estimée par l'organisme Savoie-Mont-Blanc, est de 7 681 lits touristiques répartis dans 1 355 établissements. Les hébergements se répartissent comme suit : 304 meublés ; 4 hôtels ; 10 villages de vacances / auberges de jeunesse / maisons familiales ; un refuge ou gîte d'étape et une chambre d'hôtes.

## Domaine skiable et gestion

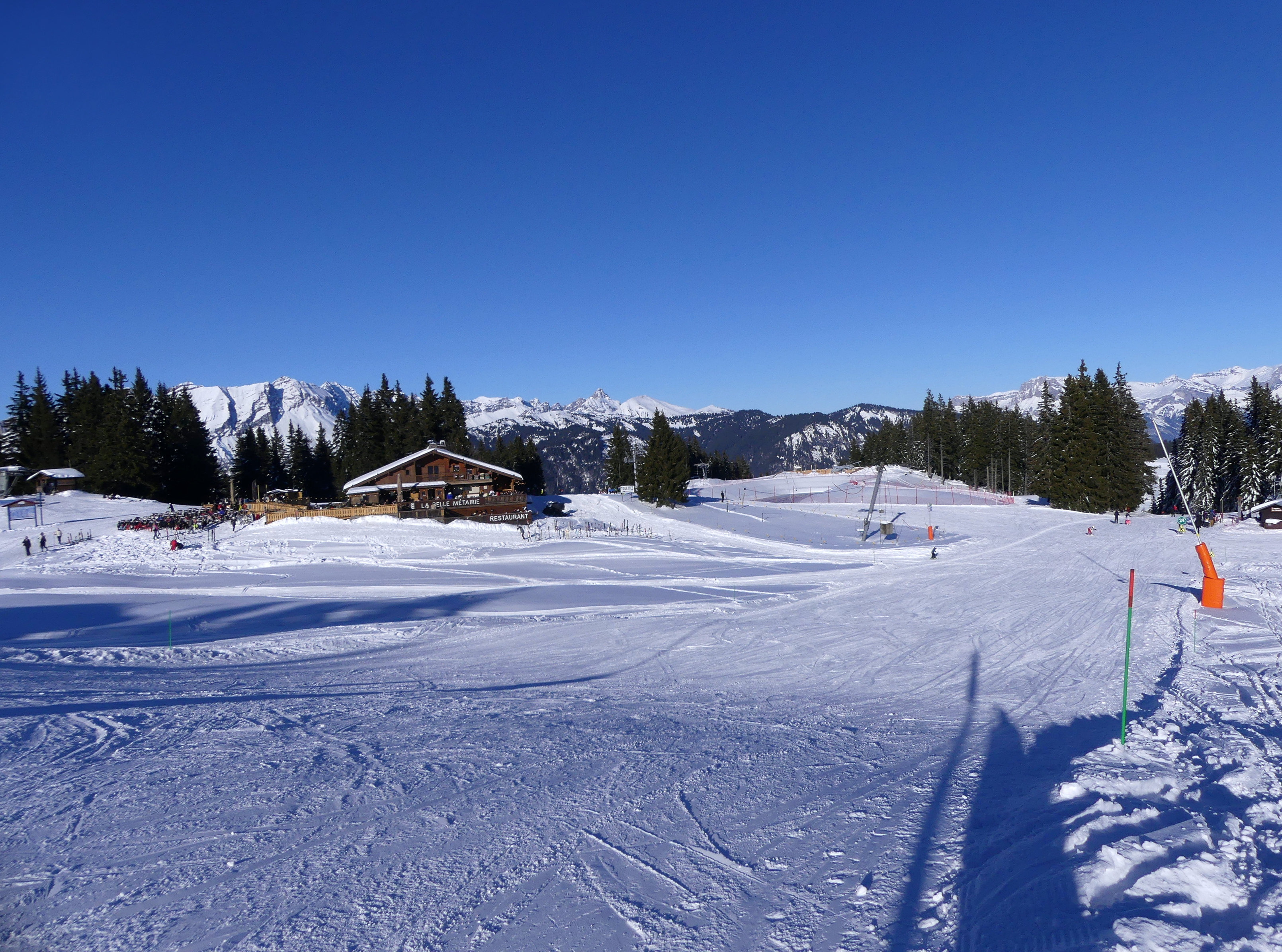
Pistes de ski au mont Lachat.

Le domaine skiable est géré par un SIVU créé en 2012 en place et lieu des communes et dénommé : « Domaine skiable - Crest-Voland - Cohennoz ».
L'exploitant du domaine de Crest-Voland Cohennoz est le groupe Labellemontagne.
En 2021, il y a la création d'une une Société publique locale dénommée SPL Domaine skiable Crest-Voland Cohennoz.